# Land um Laa
Land um Laa ist eine Kleinregion im Norden des Weinviertels in Niederösterreich an der Grenze zu Tschechien. Sie erstreckt sich über das Territorium der Gemeinden Falkenstein, Fallbach, Gaubitsch, Gnadendorf, Großharras, Laa an der Thaya, Neudorf im Weinviertel, Staatz, Stronsdorf, Unterstinkenbrunn und Wildendürnbach.
Die Region bezeichnet sich selbst als „KEM Land um Laa“ (Klima- und Energiemodellregion Land um Laa).

## Geschichte
Das Land um Laa ist seit 1995 als Kleinregion konstituiert und hat sich in zwei regionalen Vereinen etabliert:
- REV (Regionaler Entwicklungsverein), der Träger der Klima- und Energiemodellregion ist.
- Tourismus- und Innovationsverein, der sich primär dem Thema Fremdenverkehr und der Vermarktung landwirtschaftlicher Produkte widmet.

Seit 1996 arbeiten 10 Gemeinden im Regionalentwicklungsverein zusammen, 2003 hat sich die Gemeinde Falkenstein angeschlossen. Durch die intensive Zusammenarbeit der Gemeinden konnten im Jahre 2002 die „Therme Laa“ und 2005 mit dem „Thermenhotel Laa“ Niederösterreichs erstes 4-Sterne Superior-Hotel realisiert werden, wodurch sich die Anzahl der Nächtigungen in Laa an der Thaya von 7451 (2002) auf 70.918 (2015) verzehnfacht und die regionale Wertschöpfung in diesem Zeitraum um das Achtfache gestiegen ist. Rund um diese beiden Leitbetriebe wurde ein entsprechendes Umfeldprogramm geschaffen. So wurden im Land um Laa alle Radwege aktualisiert und neue regionale Radstrecken geschaffen. Seit 2007 ist die Region um die Aufwertung der regionalen Leitprodukte im Rahmen der „Genussregion Laaer Zwiebel“ bemüht.
Seit 2002 besteht eine Partnerschaft mit der benachbarten Tschechischen Kleinregion Hrušovansko.
In den Jahren 2012 bis 2015 wurden wesentliche Inhalte und Ziele im Energiebereich für die Kleinregion Land um Laa definiert und Ende Juni 2015 konnte die erste Umsetzungsphase der KEM Land um Laa abgeschlossen werden. Konkretes Ziel ist dabei die völlige Energieautarkie der Region. Eine neuerliche Einreichung zur Modellregion war für den Herbst 2016 geplant.
Im Jahr 2020 wurde ein Projektantrag geschrieben und 2022 ein Detailkonzept erstellt.[veraltet]

## Die wichtigsten Projekte (Auswahl)
- e5 Gemeinde Laa/Thaya
- „Gaubitscher Stromgleiter“ (Leasing–Elektrofahrzeug als Gemeinschaftsauto im Carsharing mit 27 privaten Nutzern und Vereinen)
- Photovoltaik–Bürgerbeteiligung Fallbach